# Waru (Baki)
Waru is een bestuurslaag in het regentschap Sukoharjo van de provincie Midden-Java, Indonesië. Waru telt 6171 inwoners (volkstelling 2010).